# Fort Duquesne

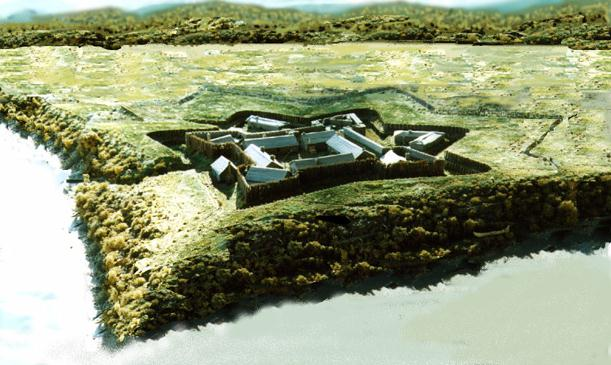
Modell av skansen Fort Duquesne anlagd på udden vid flodmötet där Ohiofloden tar sin början.

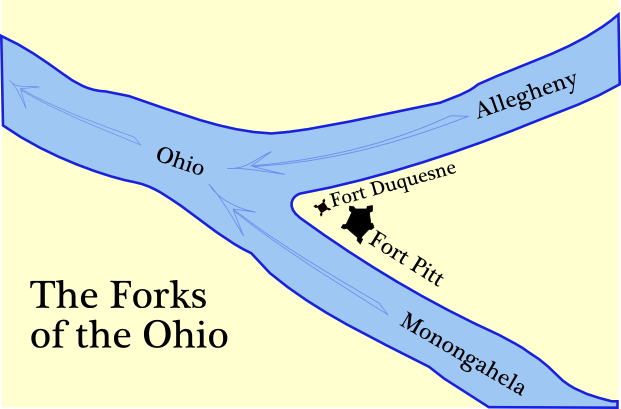
Skansarna vid nuvarande Pittsburgh.

Fort Duquesne var en skans som anlades 1754 av Nya Frankrike vid Alleghenyflodens och Monongahelaflodens sammanflöde vid vad som nu är Pittsburgh. Fortet byggdes på den plats där Ohio Company of Virginia hade påbörjat bygget av en egen skans, Fort Prince George.

## Försvarslinje
Fortet var en del av den försvarslinje, vilken även omfattade Fort Presque Isle, Fort Le Boeuf och Fort Machault, som hade till uppgift att skydda Venangoleden vilken förband Ohiolandet med Ontariosjön.

## Undergång
Fransmännen förstörde själva skansen 1758 inför överlägsna brittiska styrkors anmarsch. Storbritannien anlade sedan en fästning, Fort Pitt, på denna plats.